# Валлійська кухня

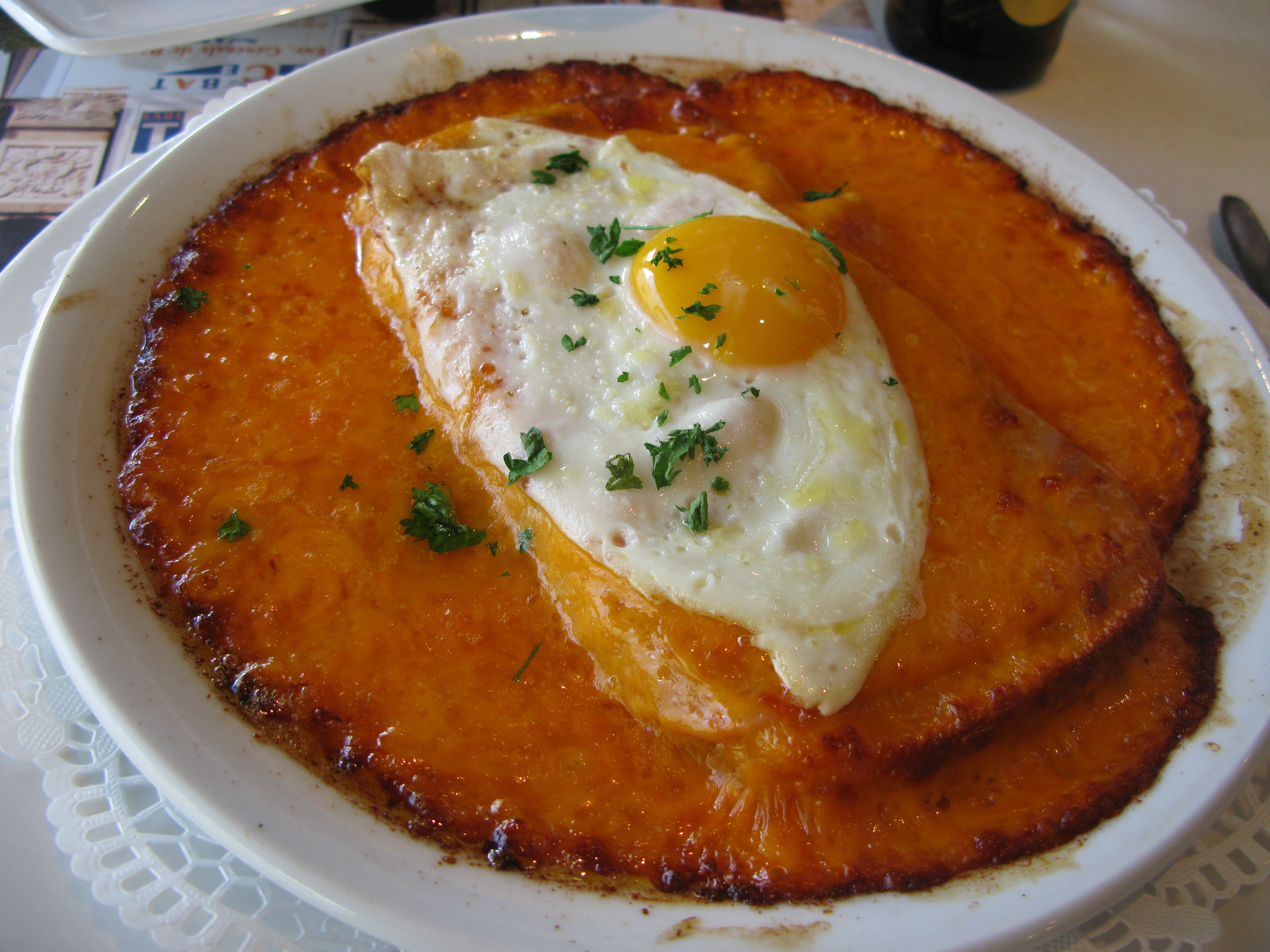
Валлійський кролик з яйцем

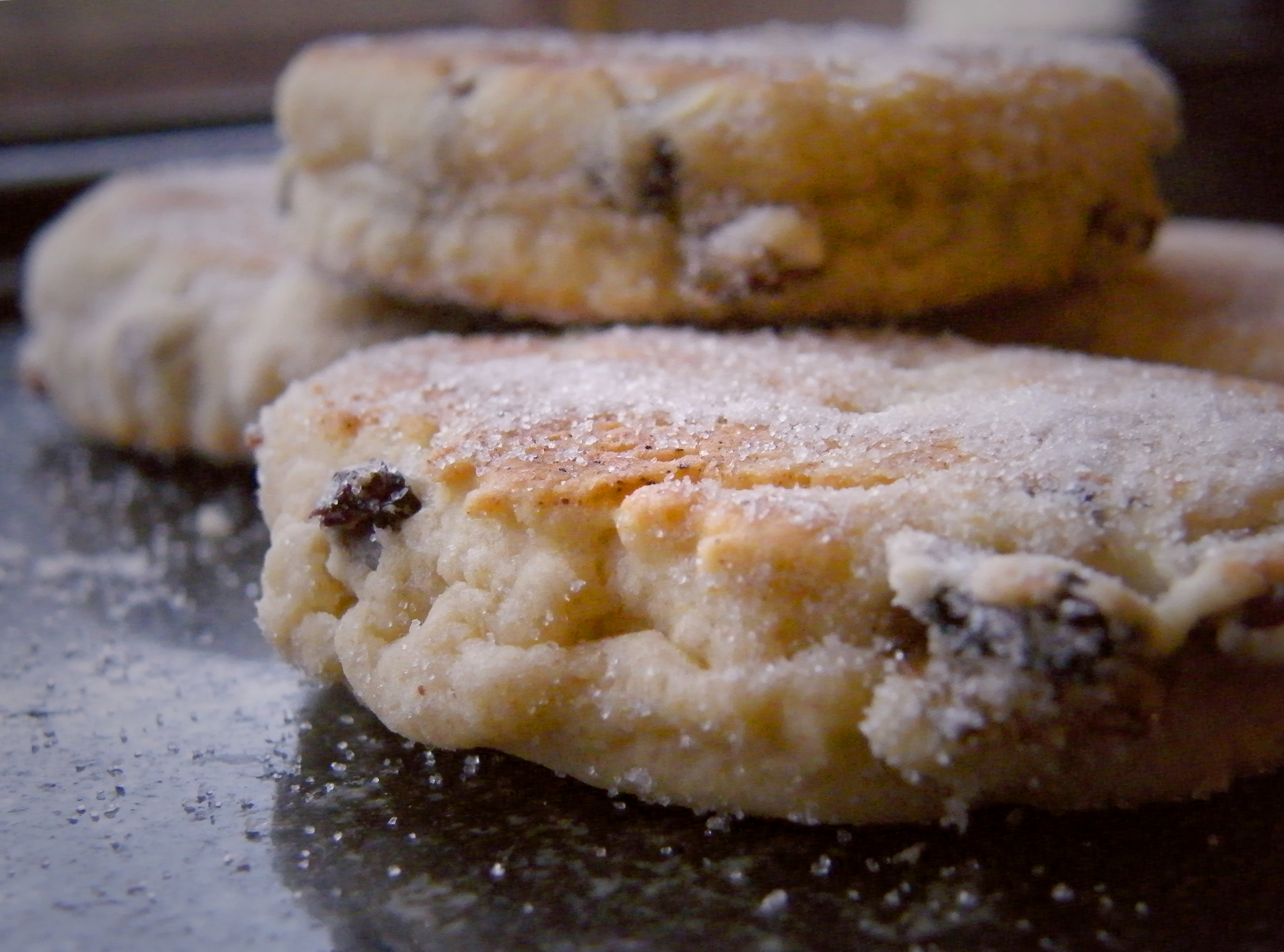
Валлійські коржики

Валлійська кухня — національна кухня валлійців.
Самобутня валлійська кухня склалася на території Уельсу. Народ, який проживає в цих місцях, здавна зберігав свої кулінарні традиції, вважаючи їх невід'ємною частиною культури та історії. Великий вплив на валлійську кухню становили римляни, завдяки яким кухня Уельсу збагатилася багатьма приправами, які як не можна краще припали до рибних страв. Згодом кельтські народи, які оселилися тут, збагатили валлійську кухню рецептами приготування м'ясних страв.
Два найвідоміших символи Уельсу (цибуля-порей і нарцис) мають безпосереднє відношення до кулінарії. У давнину вважалося, що цибуля-порей приносить удачу в битві, тому воїни додавали її до своїх обладунків як талісман. Наразі цибуля-порей є невід'ємною частиною раціону валлійської кухні.
Нарцис, що з'явився на землях Уельсу за часів римської імперії і на сьогоднішній день має чисто декоративне значення (нарцис є неодмінною прикрасою столу 1 березня, в день Святого Девіда), спочатку використовувався в гастрономічних цілях, в поєднанні з зеленими фігами його подавали як десерт.
Через близькість морського узбережжя в рецептах валлійської кухні завжди було безліч рибних страв та страв з морепродуктів (креветок, морських гребінців, молюсків, устриць тощо), А римляни, що завоювали Уельс в першому столітті нашої ери, збагатили кухню Уельсу безліччю приправ (коріандр, пижмо, м'ята, чебрець, фенхель, кріп тощо), які стали використовуватися при приготуванні риби.
З давніх часів населення Уельсу займалося розведенням худоби та вирощувало овес, який був основною злаковою культурою. Страви з нього вживали в поєднанні з сиром, вершками і пахтою — знежиреними вершками, які отримували як побічний продукт з коров'ячого молока при виробництві масла.
Однак остаточно валлійська кухня сформувалася під впливом кельтів, які використовували для приготування їжі відкрите вогнище. Поєднання м'ясних та злакових інгредієнтів призвело до виникнення багатьох відомих страв валлійської кухні, які стали національними. Як приклад можна привести так званий cawl, суп-гуляш з м'яса та коренеплодів, присмачений травами, в який додають овес, що надає страві необхідну густоту. Як м'ясо валлійці вибирають баранину, дещо менш популярні яловичина і свинина.
Валлійська кухня знаменита численними рецептами випічки — різноманітних коржів та оладок, які є неодмінним атрибутом столу. Крім того широко практикується заготівля про запас ягід, фруктів та овочів у вигляді різних варений, маринадів, солінь та консервацій.
Приготування багатьох страв валлійської кухні в давнину було приурочено до закінчення різних сільськогосподарських робіт, що знайшло відображення в їх назвах, серед яких можна зустріти косильні коржі, урожайний суп тощо.